# NGC 1107
NGC 1107 este o galaxie lenticulară situată în constelația Balena. A fost descoperită în 2 septembrie 1864 de către Albert Marth.